# برادلي كول
برادلي كول (بالإنجليزية: Bradley Cole)‏ (و. 1959 – م) هو ممثل، وممثل تلفزيوني، من الولايات المتحدة الأمريكية، ولد في لوس أنجلوس.

## وصلات خارجية
- برادلي كول على موقع IMDb (الإنجليزية)
- برادلي كول على موقع ألو سيني (الفرنسية)
- برادلي كول على موقع ميوزك برينز (الإنجليزية)
- برادلي كول على موقع أول موفي (الإنجليزية)
- برادلي كول على موقع قاعدة بيانات الفيلم (الإنجليزية)
- برادلي كول على موقع كينوبويسك (الروسية)